# Улица Лысенко (Львов)
У́лица Лы́сенко — улица в Лычаковском районе Львова. Начинается от пересечения с улицей Винниченко, от Пороховой башни и парка «На Валах» и следует на восток, параллельно улице Лычаковской. Начала застраиваться в середине XIX века. Застройка улицы: классицизм, модерн, конструктивизм 1930-х и 1960-х годов. Между улицами Лысенко, Короленко и Просвиты расположен сквер (в австрийское время — площадь Францисканская, в польское — площадь Народной гвардии), в котором в 1982 году был установлен памятник западноукраинскому писателю-коммунисту Александру Гаврилюку, разрушенный в начале 1990-х; в 1994 году на этом месте открыли памятник «Просвите». До 1969 года в начале улицы Лысенко до перекрёстка с улицей Гуцульской, на Высокий замок курсировал трамвай № 12.

## Названия
- С середины XIX века — Стрелецкая (здесь находилось городское стрельбище) или улица святого Антония (поскольку неподалёку расположен костёл в честь этого святого).
- С 1871 — улица Куркова в честь львовского стрелкового общества («курек», то есть петух, был мишенью для стрельбы, а потом стал эмблемой общества).
- 1941—1944 — Унгарнштрассе (в переводе с немецкого — Венгерская улица).
- С 1945 года названа в честь украинского композитора Николая Лысенко (1842—1912).

## Примечательные здания
На перекрестке с улицей Винниченко на здании Института украиноведения установлена мемориальная табличка в честь украинского писателя и фольклориста Бориса Гринченко (1863—1910).
В доме № 5 при Польше была редакция газеты «Курьер филателистический», в доме № 10 редакция журнала «Театральная библиотека».
В доме № 12 при Польше была городская и уездная комиссия комплектации армии (военкомат), с советского времени — военная часть.
В доме № 14 до 1939 года работали Русская Бурса (общежитие учащихся, принадлежавших к галицко-русскому движению), библиотека Народного Дома и библиотека Павликовских, в 1950—1960-е была СШ № 36, позже здесь устроили Кабинет редкой книги библиотеки им. Стефаника НАНУ.
В доме № 15/17 до 1939 года во дворце графской семьи Дедушицких была общественная библиотека, при СССР — штаб командования воздушных войск Прикарпатского военного округа (ПрикВО).
В доме № 21 при Польше было Государственное издательство школьных учебников, в 1950-х здесь был четвертый районный отдел милиции и облкниготорг, ныне — Львовский областной библиотечный коллектор.
В доме № 23-а размещалось помещение городского стрельбище, окружённое садом. В 1868 году здесь происходило учредительное собрание общества «Просвита», 10 марта 1869 — первый во Львове «шевченковский концерт» с участием Анатоля Вахнянина и Владимира Барвинского. Нынешнее здание стрельбища построено в 1871 году; в 1898 г. в его дворе был установлен бронзовый бюст польского короля Яна III Собеского, после Второй мировой войны — бюст Иосифа Сталина. При СССР до конца 1990-х в здании находился Спортивно-стрелковый клуб и Ансамбль песни и танца ПрикВО. В здании бывшего тира с 2005 года содержится телекомпания «разом».
В доме № 31 до 1939 находился санаторий кассы взаимопомощи больных, ныне детская больница «ОХМАТДЕТ».
По адресу № 43 до 1939 был женский монастырь католического ордена францисканок, затем в помещениях храма и смежных зданий обустроили областной госпиталь инвалидов Великой Отечественной войны, диспансер и отделение клинической инфекционной больницы; с 1992 здесь находится храм Иоанна Златоуста УПЦ (КП) и учебный корпус Духовной семинарии.
Под № 45 до 1939 года была часовня католического ордена кармелиток босых и учреждение для неизлечимо больных Святого Иосифа, ныне находятся инфекционная больница и церковь УГКЦ Бессребреников Косьмы и Демьяна,
Под № 47 в советское время открыта школа № 103 для детей с задержками умственного развития.